# Maria de Sousa
Maria de Sousa (Lisboa, 17 de octubre de 1939 - Ibidem., 14 de abril de 2020) fue una inmunóloga, poeta y escritora portuguesa. 

## Biografía
Obtuvo reconocimiento internacional como investigadora médica, como autora de varios artículos científicos seminales: fue la primera en describir áreas dependientes del timo (o células T) en 1966, un descubrimiento fundamental en el mapeo de los órganos linfoides periféricos; y acuñó el término "ecotaxis" en 1971, para describir el fenómeno de las células de diferentes orígenes para migrar y organizarse entre sí en áreas linfoides muy específicas. Más tarde, en la década de 1980, se centró en el estudio de la hemocromatosis hereditaria, una enfermedad genética por sobrecarga de hierro.
Maria de Sousa murió en Lisboa, a los ochenta años, el 14 de abril de 2020, víctima de la pandemia de coronavirus de ese año, después de una semana en la unidad de cuidados intensivos del Hospital São José. Entre las muchas figuras destacadas de la ciencia y la sociedad portuguesas que rindieron homenaje a Sousa, el presidente de la República, Marcelo Rebelo de Sousa, emitió un comunicado ofreciendo sus condolencias a la familia, refiriéndose a ella como una "figura inigualable en la ciencia portuguesa" y subrayando su "legado ineludible en ciencia y gran ejemplo en rigor, exigencia y compromiso cívico y cultural".

## Distinciones
- Gran Oficial de la Orden del Príncipe Enrique (9 de junio de 1995)[5]
- Gran Oficial de la Orden de Santiago de la Espada (20 de enero de 2012)
- Gran Cruz de la Orden de Santiago de la Espada (18 de noviembre de 2016)

## Publicaciones seleccionadas
- Parrott, DMV, de Sousa, MAB, y East, J. "Áreas dependientes del timo en los órganos linfoides de ratones nectalmente timectomizados". J. Exp. Medicina. ; l23: 191–1966.
- Parrott, DMV y De Sousa, MAB. "Cambios en las áreas dependientes del timo de los ganglios linfáticos después de la estimulación inmunológica". Nature, 212: 1316-, 1966.
- De Sousa, MAB, Parrott, DMV y Pantelouris. "Tejidos linfoides en ratones con aplasia congénita del timo". Clin.exp. Immunol 4: 637-, 1969.
- Sousa, MD "Cinética de distribución de las células del timo y la médula en los órganos periféricos del ratón - Ecotaxis". Clin.exp. Immunol 9: 371-, 1971.
- Broxmeyer, HE, Smithyman, A, Eger, RR, Meyer, PA y De Sousa, M. "Identificación de la lactoferrina como inhibidor derivado de granulocitos de la producción de actividad estimulante de colonias". J. Exp. Medicina. 148: 1052-1067, 1977.
- Dörner, M., Silverstone, A., Nishyia, K., de Sostoa, A., Munn, G y De Sousa, M. "Síntesis de ferritina por linfocitos T humanos". Science, 209: 1019–1021.
- De Sousa M., Reimão, R., Lacerda, R., Hugo, P. y Kaufman. S. "Sobrecarga de hierro en ratones con deficiencia de microglobulina ß2". Immunol Letón. 39: 105-111. 1994.
- Santos, M., Schilham, MW, Rademakers, LHPM, Marx, JJM, de Sousa, M. y Clevers, H. "La homeostasis de hierro defectuosa en ratones inactivados con beta 2-microglobulina recapitula la hemocromatosis hereditaria en el hombre". J.Exp. Medicina, 184: 1975-1985. 1996.
- De Almeida SF, Carvalho IF, Cardoso CS, Cordeiro JV, Azevedo JE, Neefjes J, De Sousa M. (2005) "HFE crosstalks with the MHC class I antigen presentation pathway". Blood 106: 971-7.
- De Sousa, M. 2011. "Una perspectiva externa-ecotaxis revisitada: una revisión integradora del ambiente del cáncer, el hierro y las células del sistema inmune". Integr. Biol. , 3, 343–349.
- Hoshino A, Costa-Silva B, Shen TL, et al. (2015) "Las integrinas del exosoma tumoral determinan la metástasis organotrópica". Nature 527 (7578): 329-35. Epub 2015 28 de octubre.